# Ranunculus royi
Ranunculus royi är en ranunkelväxtart som beskrevs av George Simpson. Ranunculus royi ingår i släktet ranunkler, och familjen ranunkelväxter. Inga underarter finns listade i Catalogue of Life.